# Marcus Atilius Metilius Bradua
Marcus Atilius Metilius Bradua, ou Marcus Appius Bradua (selon une inscription grecque à Olympie Μάρκον Άππιον Βραδούαν'), est un sénateur romain du IIe siècle, consul éponyme en 108, gouverneur impérial de Bretagne vers 115 à 118 et proconsul d'Afrique en 122/123.

## Biographie

### Famille
Bradua est un membre de la famille des Atilii. Il est né et a grandi dans une famille romaine de rang consulaire et qui a peut-être obtenu le rang de patricien. Bradua est originaire de Cisalpine, dans le nord de l'Italie,.
Son père, Marcus Atilius Postumus Bradua, sert comme proconsul d'Asie sous l'empereur Domitien. Son second nom Metilius suggère que sa mère est une Metilia. Son oncle est donc peut-être Publius Metilius Nepos, gouverneur de Bretagne à la fin du règne de Domitien.
Bradua épouse Caucidia Tertulla, une femme romaine aristocratique, qui est peut-être d'une lignée étrusque.
De cette union naît:
- une fille, Atilia Caucidia Tertulla[5], qui épouse Appius Annius Trebonius Gallus, fils du collègue de Bradua au consulat de 108, consul suffect en 139[1], lui-même père de Appius Annius Atilius Bradua, consul éponyme en 160.
- peut être un certain Marcus Atilius Metilius Bradua Caucidius Tertullus (...)icus (...)llius Pollio Gavidius Latiaris Atrius Bassus[5],[6], qui sert comme proconsul d'Afrique sous Antonin le Pieux[6].

À Olympie, il y a une inscription en pierre qui lui est consacrée par sa petite-fille Aspasia Annia Regilla, épouse d'Hérode Atticus.

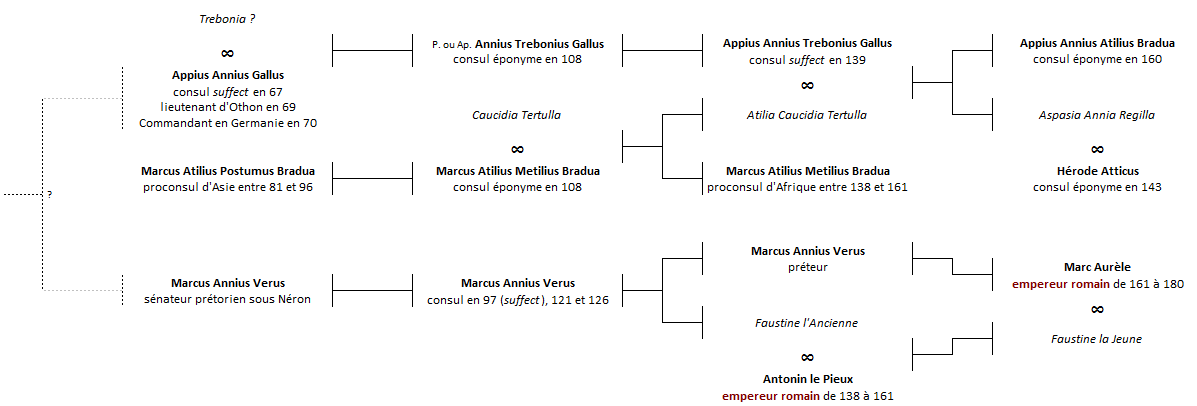
Les familles des Atilii Regilli et des Annii Trebonii et Veri sous les Flaviens et les Antonins. Arbre non exhaustif.

### Carrière
Probablement grâce à son rang patricien, Bradua passe de la questure à la préture. Il est possible qu'il serve entre-temps comme tribun militaire.
En l'an 108, sous Trajan, il est consul éponyme avec Publius Annius Trebonius Gallus. Après son mandat, il devient membre du collège des pontifes.
De 111 ou 115 à 118, il devient gouverneur (légat d'Auguste propréteur) de Bretagne. Il est remplacé par Quintus Pompeius Falco, alors qu'il y a d'importants troubles sur place.
À une date inconnue, il sert comme gouverneur d'une des provinces de Germanie, la inférieure et la supérieure.
En l'an 122 ou 123, Bradua devient proconsul d'Afrique. Après son proconsulat, il accompagne peut-être l'empereur Hadrien dans l'un de ces nombreux voyages à travers l'Empire romain.
Il survit au règne d'Hadrien et meurt à une date inconnue pendant le règne de l'empereur romain d'Antonin le Pieux.